# Темпл, Ричард
Ричард Темпл, 1-й виконт Кобэм (англ. Richard Temple, 1st Viscount Cobham; 24 октября 1675 — 13 сентября 1749) — британский военачальник и политик, фельдмаршал (28 марта 1742 года).

## Ранние годы
Темпл родился в фамильном поместье Stowe House в графстве Бэкингемшир, Англия, в семье Ричарда Темпла, 3-го баронета Темпла (ок. 1634 — май 1697) и Мэри Кнапп (ум. в 1726). Был 6-м ребенком в семье из 7-ми и 4-м сыном. Посещал Итонский колледж и Кэмбриджский университет. Поступил на военную службу, в 21 год унаследовал титул баронета после смерти отца.

## Военная карьера
К 26 годам Темпл был уже подполковником, в 34 стал генерал-лейтенантом, отличился во многих сражениях и осадах под руководством герцога Мальборо во время Войны за Испанское наследство; особенно проявил себя при осаде Лилля (12 августа — 10 сентября 1708).

## Послевоенная деятельность
Женился на Анне Хэлси (ум. 20 марта 1760). После вступления на престол Георга I, 19 октября 1714, Темпл стал 1-м бароном Кобэм в графстве Кент, позже 23 мая 1718 — 1-м виконтом Кобэм и бароном Кобэм (со специальным упоминанием о его сестрах Хестер и Кристин).
В 1719 году, во время Войны четверного альянса (1718—1720 годы), возглавил экспедиционный корпус в 4000 человек, совершив набег на берега Испании, в результате чего захватил порт Виго и 10 дней удерживал его, пока не получил приказ отступить.
Скончался 13 сентября 1749 года (по некоторым данным, 14 сентября).